# Olena Apanovytch
Olena Apanovych (ukrainien : Олена Михайлівна Апанович) (9 novembre 1919 - 21 février 2000) est une historienne ukrainienne, spécialiste des Cosaques zaporogues.

## Biographie
Olena Apanovych est née à Melekes dans le gouvernement de Simbirsk (aujourd'hui Dimitrovgrad de l'Oblast d'Oulianovsk), en Russie, dans la famille d'un employé des chemins de fer issu de paysans biélorusses (d'où le nom de famille biélorusse Apanovich) et d'une mère d'ascendance de la petite noblesse polonaise. Elle passe toute son enfance en Mandchourie (nord-est de la Chine) où travaille son père. Sa famille est déportée de Chine par les Japonais. Ils s'installent à Kharkiv en 1933, où Olena termine ses études secondaires. La mère d'Olena est décédée peu de temps après et son père est poursuivi en 1939 sur de fausses accusations.
En 1937, elle entre à "l'Institut de journalisme de toute l'Union" à Moscou mais l'école est bientôt fermée et Apanovych retourne à Kharkiv où elle est diplômée de l'Institut pédagogique (Faculté de langue et littérature russes) peu avant le début de la Seconde Guerre mondiale. Après le début de l'invasion allemande, elle est évacuée vers le Kazakhstan et la Bachkirie. À partir de mai 1944, Olena travaille aux Archives centrales d'État d'Ukraine à Kiev en tant que chercheuse et participe à la préparation de nombreux documents historiques à publier.
En 1950, elle soutient sa thèse pour le diplôme Kandidat of Science (à peu près un doctorat équivalent) sur la participation des Cosaques zaporogues à la guerre russo-turque de 1768-1774 et rejoint l'Institut d'histoire de l'Académie des sciences d'Ukraine en tant que experte de premier plan sur les Cosaques. Au cours de la période 1950-72, elle lance des expéditions archéologiques sur les lieux, liées à l'histoire des cosaques de Zaporozhian, publie de nombreux ouvrages scientifiques et dresse un registre complet des lieux de mémoire des Cosaques zaporogues.
À partir de 1972, après avoir été licenciée pour des raisons politiques de l'Institut d'histoire, Apanovych travaille à la Bibliothèque scientifique centrale de l'Académie des sciences d'Ukraine, apportant une contribution significative à la recherche de manuscrits. Au début des années quatre-vingt, elle est souvent invitée comme consultante pour des films documentaires et de fiction sur les cosaques ukrainiens.
En 1991, Apanovich devient membre de l'Union des écrivains d'Ukraine. En 1994, elle reçoit le prix du nom de T.Shevchenko et en 1995, le prix Antonovitch aux États-Unis.

## Ouvrages
- Fedir Pavlovych Shevchenko, 2000.
- Гетьмани України і кошові отамани Запорозької Січі (Hetmans d'Ukraine et chefs de Zaporijjya Sich)
- Українсько-російський договір 1654 р : міфи і реал̀ність (Le traité ukraino-russe de 1654 : mythes et réalité).